# Château d'Aurouze (Molompize)
Pour les articles homonymes, voir Château d'Aurouze.
Le château d'Aurouze est un ancien château fort français situé dans le département du Cantal. Il surplombe le village du même nom (commune de Molompize).

## Description
Actuellement en ruines, le château domine le village d’Aurouze. Ce sont les restes de la construction de Bertrand de Rochefort d’Aurouze initiée en 1309 avec l’autorisation de Philippe le Bel. La façade est élancée et percée de fenêtres à meneaux et croisillons. Elle est flanquée d’un donjon et d’une tourelle. L’ensemble se termine par une terrasse en éperon.

On distinguait il y a encore une cinquantaine d’années une vaste salle au rez-de-chaussée. Dans celle-ci figuraient le casque des Bouillés avec à côté les armes des Rochefort d’Aurouze : « sur champ de gueule, trois fasces d’argent, chargées chacune de losanges d’azur, trois, trois, et deux ». À droite figuraient celles des Astorg d’Orlhac : « sur champ d’azur, la bande d’or, accompagnée de six coquilles d’argent, placées en orle ».
Le blason que Louis de Courcelles écartela avec celui des Rochefort d’Aurouze était sculpté dans la pierre à la clef de voûte : partie mi-coupée au canton dextre de chef « les losanges d’Aurouze », au canton dextre de pointe « les fusées en fasces » des Courcelles, à senestre « les coquilles » d’Orlhac ».

## Historique

### AuXIIIesiècle
Le 10 mai 1295 les damoiseaux Chatard et Guillaume de Saint Germain établissent une transaction avec Bertrand de Rochefort (le titre "d'Aurouze" n'était pas précisé). Ce dernier était le mari de Françoise Belière, veuve d'Ancel de Saint Germain.

### AuXIVesiècle
Bertrand de Rochefort, fils d'Ithier, seigneur de Mardogne, était seigneur d'Aurouze. Sa sœur Françoise apporta en dot  le château de Mardogne à la famille de Bréon vers 1240 par son mariage avec Maurin, seigneur de Lugarde.
Béraud de Rochefort d’Ally, fils d'un autre Bertrand et de Guérine de Dienne, épousa après 1374 Marguerite de Châteauneuf d'Apchier dont il n'eut pas de descendants. À cette époque, Aurouze appartenait aux Lastic. Ils se le firent ravir en 1383 par Aymerigot Marchès, un bandit du parti anglais, qui en fit son repaire et le centre de toutes ses exactions dans le pays. Le bandit accepta de le vendre 500 florins à Jean III d'Armagnac (1359-1391), vicomte de Murat et de Carlat. Il s'en repentit car il tirait plus de 20 000 livres par an de ses pillages.

### AuXVesiècleet après
Jean d'Armagnac le concéda l'année suivante à Jean de Courcelles, seigneur du Breuil, qui a eu au moins un fils :
- Louis de Courcelles, qui épousa vers 1445 Alix d'Orlhac, héritière de Conros, fille d'Aymeric et de Flore d'Estaing, qui lui donna un seul fils :
  - Louis II de Courcelles, seigneur d'Aurouze et de Conros, qui fut nommé bailli des Montagnes Auvergne (Haute Auvergne) par le roi Charles VII. Il passa un contrat de mariage le mardi 12 janvier 1462 (n.s.) avec Isabeau de Langeac âgée de treize ans, fille émancipée de Jacques et de Marie de Clermont-Lodève[3]. Le couple n'eut pas d'enfants. Il fit de son épouse l'héritière de tous ses biens. Le frère de Flore, Jean d'Estaing, coseigneur de Cheylade, attaqua en 1476 le testament.

À cette date les terres de Louis II de Courcelles mort sans héritier furent confisquées par le roi Louis XI qui les donna à son capitaine Jean d’Urfé, second époux d'Isabeau de Langeac. Le fils de ce dernier, François d’Urfé, seigneur d’Aurouze et de Conros, partit guerroyer en Italie. Il mourut à Pavie en 1525. Sa sœur Anne hérita du château.
Anne épousa Gaspard de Bouillé du Charriol le 3 juillet 1493. Cette vieille famille  originaire du comté du Maine avait fait souche dans le Brivadois depuis le XIe siècle et comptait parmi les chefs de la noblesse de la province d’Auvergne.
Le château ne restera pas en possession de cette famille jusqu’à la fin de la monarchie. Il fut enlevé à Rose de Lignerac, veuve de François de Bouillé  par la famille des La Vernède. À l’époque de la Révolution française il fut racheté par les Gillet d’Auriac et fut brûlé et pillé pendant la Révolution.
Georges de Bussac et Jean Rieuf se sont efforcés de faire inscrire le site du château d’Aurouze à l’inventaire des sites. Ils y parvinrent le 8 mai 1968. il est également inscrit au titre de monuments historiques en 1972.